# Malgassophlebia
Malgassophlebia is een geslacht van libellen (Odonata) uit de familie van de korenbouten (Libellulidae).

## Soorten
Malgassophlebia omvat 4 soorten:
- Malgassophlebia bispina Fraser, 1958
- Malgassophlebia mayanga (Ris, 1909)
- Malgassophlebia mediodentata Legrand, 2001
- Malgassophlebia westfalli Legrand, 1986